# Орляк звичайний (скат)
Орляк звичайний (Myliobatis aquila) — скат з роду Орляк родини Орлякові. М'ясо цього ската вважається делікатесом.

## Опис
Загальна довжина досягає 1,83 м завдовжки та 1 м завширшки, вага — до 10-14,5 кг. Голова масивна та коротка. Грудні плавці великі, закругляються біля рила. Рот розташований на черевній стороні. Як і в інших представників зуби присутні на обох щелепах, з 7 рядками на обох. Голова та тулуб нагадують форму діаманта. Хвіст довгий, удвічі довший за тулуб й голову, тонкий з отруйним шипом на кшталт жала. Плавець на хвості відсутній. Спинна сторона має буруватий або чорний колір, черевна — білий.

## Спосіб життя
Полюбляє теплі води на глибині від 1 до 100 м. Влітку трапляється у помірно теплих морях. Населяє гирла, затоки та лагуни. Гарно плаває, що полягає у руху за допомогою грудних плавців. З боку це нагадує наче скат «літає» у воді. Іноді ці скати вистрибують з води та здійснюють стрибки над поверхнею води. Це роблять як під час полювання, так й для порятунку від хижаків. Живиться переважно молюсками, іноді дрібною рибою та донними ракоподібними.
Це яйцеживородний скат. Самиця народжує 3-7 дитинчат. Вагітність триває 6-8 місяців.

## Розповсюдження
Мешкає від Північного моря (біля берегів південної Норвегії), Великої Британії та Ірландії до Біскайської затоки, узбережжя Португалії, Канарських островів та островів Мадейра. Зустрічається також у Середземному морі.